# Ен-Яхинская сверхглубокая скважина
Ен-Яхинская сверхглубокая скважина (СГ-7) — одна из самых глубоких буровых скважин в мире, достигшая глубины 8250 метров.
Находится в Ямало-Ненецком автономном округе, в 150 километрах к северу от города Новый Уренгой, между Песцовым и Ен-Яхинским газоконденсатными месторождениями (в пределах группы месторождений Большого Уренгоя). Целью бурения скважины было изучение глубинного геологического строения северной части Западно-Сибирской нефтегазоносной провинции и оценка перспектив нефтегазоносности триасовых и палеозойских отложений.

## История бурения
Бурение Ен-Яхинской сверхглубокой параметрической скважины на Ен-Яхинском поднятии Центрально-Уренгойского вала предприятием ФГУП НПЦ «Недра» началось в декабре 2000 года. На глубине 3930 метров забойная температура достигла +125 °С, вместо проектных +105 °С. При прохождении скважины на глубине 7075 метров, температура в забое достигла +210 °С. Давление при бурении достигало 1600 атмосфер.
Бурение было завершено 22 октября 2006 года на отметке 8250 метров. Скважина была ликвидирована, территория рекультивирована, а земля возвращена государству. Анализ данных, полученных в результате бурения, позволил улучшить существующие представления о глубинном строении недр севера Западно-Сибирской НГП и подтвердил перспективность промышленного освоения глубоко залегающих запасов газа.